# 파네토네

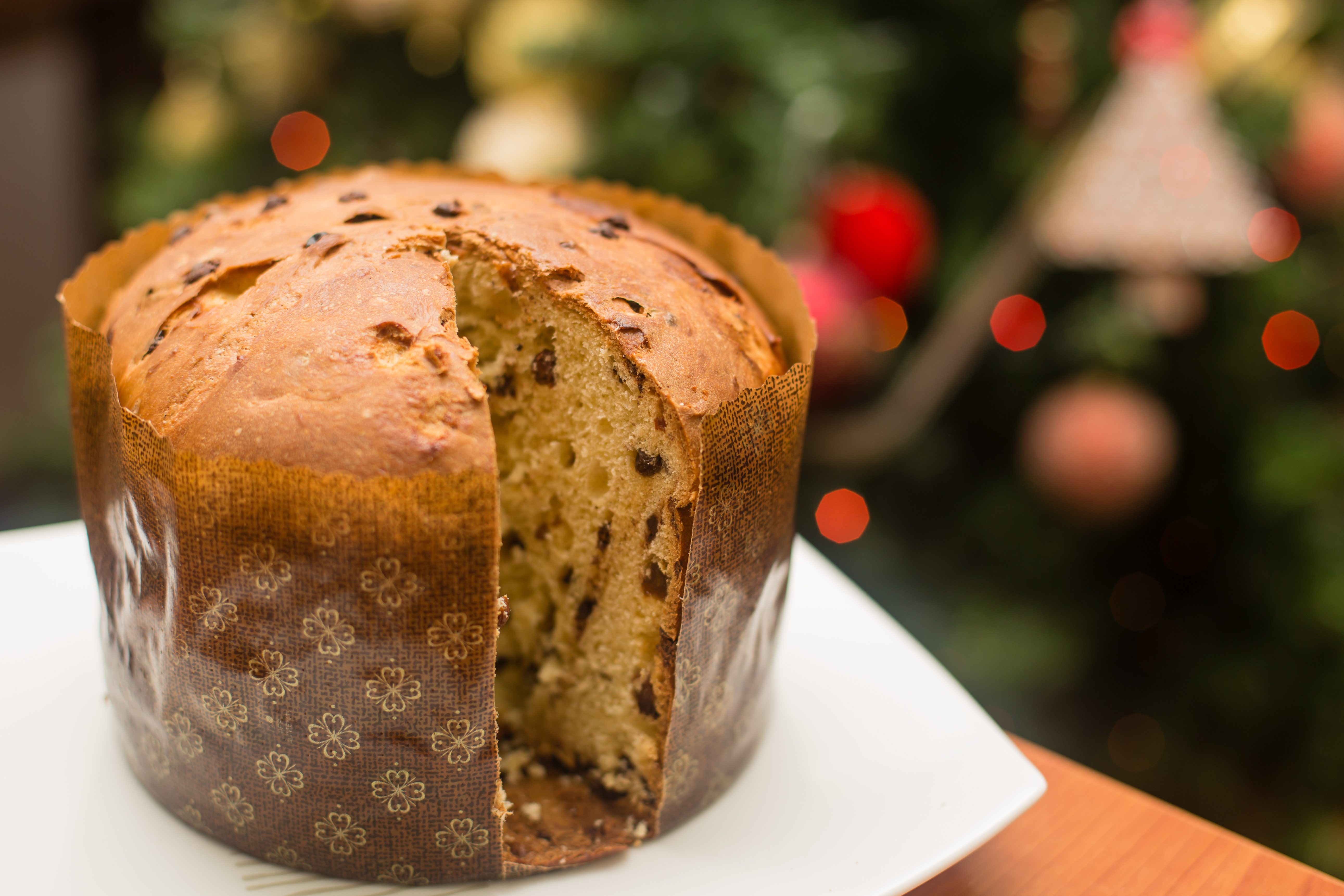
근대식 파네토네 한 조각

파네토네(이탈리아어: panettone, 밀라노 방언: panetton, panetùn [paneˈtũː])은 밀라노에서 먹는 빵의 일종으로 대개는 신년이나 크리스마스 때 먹는다. 지금은 이탈리아 전역에서 여러 형태로 존재하며 밀라노 시의 상징이기도 하다. 단 맛이 나는 이 빵은 밀라노 사람들의 자부심과도 상당히 연관돼 있다고 할 수 있다.
둥근 지붕 모양을 하고 있는데 실린더처럼 둥근 기둥으로 틀을 만든 다음에 그 길이를 12-15cm 정도로 만드는 것이 특징이다. 다른 경우에는 별 모양을 넣거나 가장 윗부분에 따로 새우기도 하는데 판도로와도 여러 면에서 흡사하다. 원형 이외에는 팔각형이나 원추대 모양을 쓰기도 한다. 빵을 만들기 위해 효모 발효를 하는 데만 수일이 걸리기 때문에 파네토네의 향은 아주 독특하다. 반죽은 말리면서 산성 성분을 띠게 되며 나중에는 레몬이나 오렌지, 시트론 열매 등을 넣어서 향을 더한다. 이런 재료들은 말려서 빵 반죽에 넣어 통째로 굽는 것이 특징이다.
빵을 만드는 모양이 특별히 제한되는 것은 아니므로 평평하게 만들거나 초콜릿을 넣어 만들기도 한다. 잘게 수직으로 잘라서 먹으며 단 음료나 뜨거운 음료, 포도주와 함께 먹는다. 일부 지역에서는 치즈나 달걀과 함께 먹기도 하는데 공통점은 모두가 포도주도 단 맛이 나는 것과 함께 먹는다는 점이다.
파네토네는 파네토네 종(種)이라고 불리는 천연 효모를 사용해 장기간 숙성시켜 만들기 때문에 독일의 크리스마스 빵인 슈톨렌처럼 장기 보관이 가능하다. 이 발효종에 따라 맛이 크게 달라지는데 이탈리아 정부가 파네토네 종의 해외 유출을 법적으로 금지하기 때문에 이탈리아 외에는 제맛을 찾아보기 힘들다. 그 때문에 대한민국에서는 직수입해 들어오거나 자체 효모를 이용해 색과 식감을 최대로 재현한 파네토네들이 판매되고 있다.

## 기원
이탈리아와 프랑스에서 파네토네는 각기 여러 형태의 역사적 유래가 있지만 그 태생지는 밀라노이다. 고대 로마 제국 때 생겨난 것으로 보고 있는데 고대 로마 사람들은 꿀을 빵에 발라서 먹거나 꿀을 넣어서 먹었다고 한다. 효모 자체에 과일이나 단 맛이 나는 재료를 넣는 것은 이에 따라 고급 요리의 일종으로 여겨지게 됐으며 16세기 피터 브뢰겔(Pieter Brueghel the Elder)의 그림에도 파네토네의 모습이 나타나고 있다. 요리책에는 교황이나 신성로마제국의 찰스 5세 당시에 개인 주방장을 맡았던 바르톨로미오 스카피가 쓴 책에도 거의 같은 형태가 나타나고 있다.
단어 "panetone"는 이탈리아에서 먹는 작은 빵의 일종이었던 판네토("panetto")에서 유래했으며 접미사 -one은 지금에 와서 큰 빵을 나타내는 의미로 바뀌었다.
파네토네와 크리스마스의 연관성을 찾을 수 있는 첫 사료는 18세기 계몽주의자였던 피에르토 베리의 저서에서 발견되며 그는 파네토네를 판 디 토노('Pane di Tono') 즉 큰 빵으로 설명했다.

### 전설
15세기 한 전설에 따르면 밀라노의 귀족이던 우게토 아텔라니는 가난한 제빵사 토니의 딸인 아달기사를 짝사랑하고 있었다. 그녀의 마음을 사로잡기 위해 그는 제빵사로 변장해 효모에 버터와 계란, 향신료, 레몬 사탕, 오렌지를 넣고 요리했다고 한다.
또 다른 것은 밀라노의 공작이던 루도비코 스포르자(1452-1508)가 결혼을 승낙받아 결혼식을 열 때 레오나르도 다빈치가 모습을 드러내자 그가 케이크 형태의 새로운 빵을 만들라고 지시한 것이 현재에 이르렀다고 보기도 한다.